# Folsom (Luisiana)
Folsom es una villa ubicada en la parroquia de St. Tammany en el estado estadounidense de Luisiana. En el Censo de 2010 tenía una población de 716 habitantes y una densidad poblacional de 167,34 personas por km².

## Geografía
Folsom se encuentra ubicada en las coordenadas 30°37′57″N 90°11′46″O / 30.63250, -90.19611. Según la Oficina del Censo de los Estados Unidos, Folsom tiene una superficie total de 4.28 km², de la cual 4.26 km² corresponden a tierra firme y (0.48%) 0.02 km² es agua.

## Demografía
Según el censo de 2010, había 716 personas residiendo en Folsom. La densidad de población era de 167,34 hab./km². De los 716 habitantes, Folsom estaba compuesto por el 73.46% blancos, el 22.21% eran afroamericanos, el 0.42% eran amerindios, el 0% eran asiáticos, el 0% eran isleños del Pacífico, el 2.79% eran de otras razas y el 1.12% pertenecían a dos o más razas. Del total de la población el 5.73% eran hispanos o latinos de cualquier raza.